# Museo Oscar Niemeyer

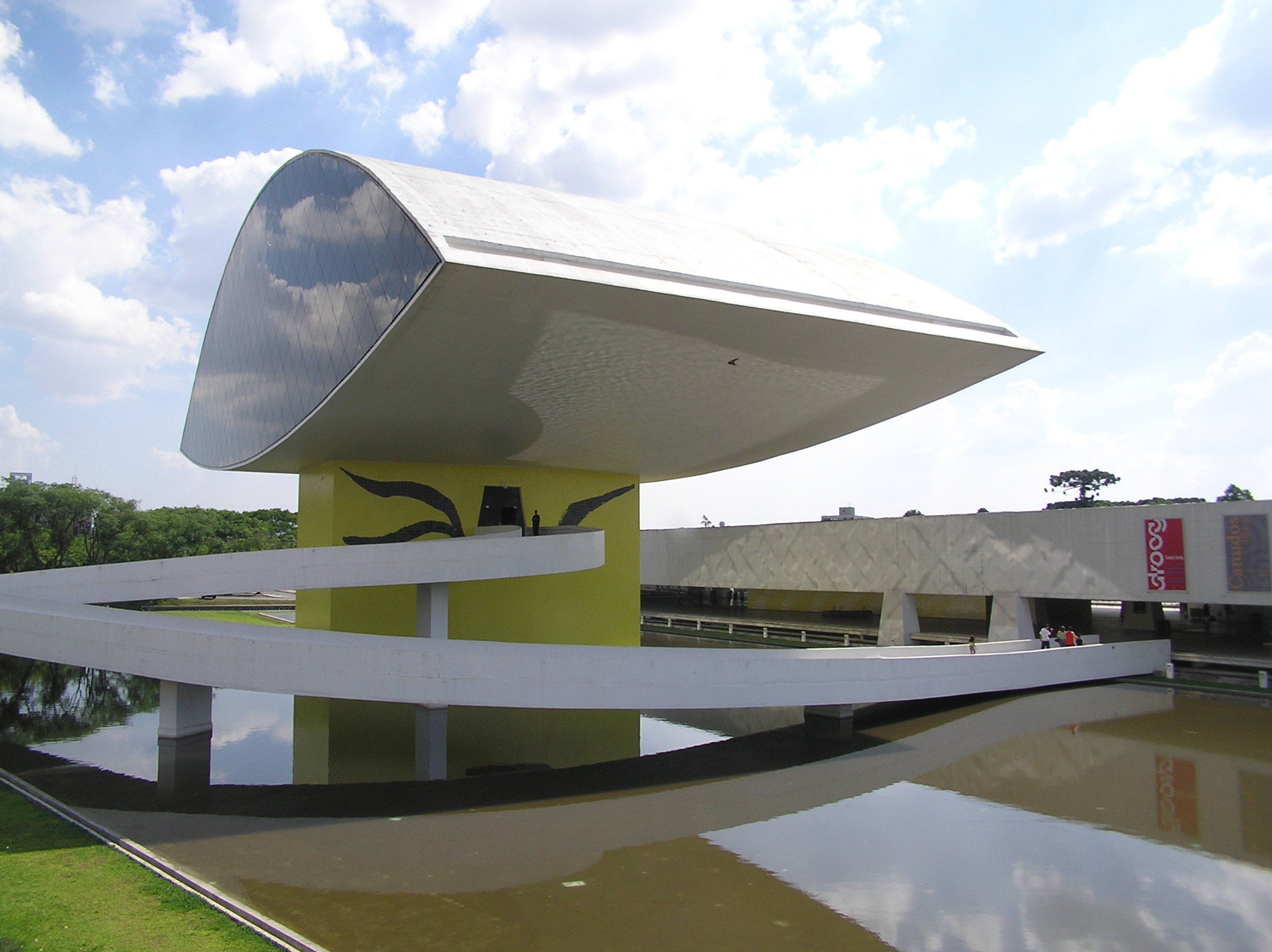
Museo Oscar Niemeyer, Curitiba, Brasil.

El Museo Oscar Niemeyer (en portugués Museu Oscar Niemeyer) es un museo localizado en la ciudad de Curitiba, Estado de Paraná, Brasil. El complejo de dos edificios, instalado en un área de treinta y cinco mil metros cuadrados de los cuales diecinueve mil están dedicados al área de exposiciones, es un verdadero ejemplo de arquitectura aliada al arte.
El primer edificio fue proyectado por Oscar Niemeyer en 1967, fiel al estilo de la época, concebido como un instituto de educación. Fue reformado y adaptado a la función de museo, para lo que Niemeyer le construyó un anexo con forma de ojo, imprimiéndole una nueva y particular identidad.
Inaugurado en 2002 con el nombre de Novo Museu, con la finalización del anexo fue reinaugurado el 8 de julio de 2003, cuando recibió su actual denominación. Se lo conoce localmente como Museu do Olho, debido a su diseño y forma característicos.
La institución tiene como foco las artes visuales, la arquitectura y el diseño. Por su grandiosidad, belleza e importancia del acervo, actualmente representa una institución cultural con proyección nacional e internacional.